# ذي كرانبيريز
ذا كرانبيريز (بالإنجليزية: The Cranberries)‏ هي فرقة روك بديل إيرلندية تأسست في بيميريك، إيرلندا عام 1989، منذ عام 2003 جميع أعضاء الفرقة بدؤوا بأعمال فردية بعد انفصالهم ولكن يبدوا انهم اتحدوا من جديد حيث قاموا بجولة عالمية مطلع 2010.اشتهروا بعدة أغاني ناجحة مثل Linger، Ode to my family، Zombie، Animal instinct وغيرها وحققوا مبيعات وصلت إلى 14.5 مليون نسخة في الولايات المتحدة وحدها وحققوا مراتب متقدمة في قوائم البيلبورد 200.

## أعضاء الفرقة
لم تعرف الفرقة الكثير من التغيير في تركيبة الأعضاء، إذ تضم أربعة أعضاء، أغلبيتهم من نواحي مدينة ليميرك بأيرلندا:
- دولوريس أوريوردان ( صوت، بيانو، غيتار)، (1990-2003، 2009-2018؛ وفاتها).
- مايك هوغان (غيتار البيس)، (1989-2003، 2009-2019).
- نويل هوغان (غيتار كهربائي)، (1989-2003، 2009-2019).
- فيرغال لاولر (درمز)، (1989-2003، 2009-2019).

## تاريخ

### البداية
كان ذلك في عام 1989،حيث قام الشقيقين نويل هوغانز ومايك هوغانز الذين ينحدران من ضواحي مدينة ليميرك بأيرلندا بتشكيل فرقة موسيقية رفقة صديق الطفولة، عازف الدرمز فيرغال لاولر. في البداية، المغني وكاتب أغاني المجموعة هو واحد من أصدقائهم، نيال كوين. هذا الأخير وجّه المجموعة في اتجاه الروك الساخر  بأغاني مثل My Granny Drowned in a Fountain in Lourdes، I Was Always All Ways ou Throw Me Down in a Big Stair. وهو أيضا الذي قرر تسمية الفرقة "The Cranberry Saw Us" لأنها تُنطق بسهولة، ويبدو كأنه "cranberry sauce" (صلصة آس بري، وجبات تُقدم أيام عيد الشكر ). في ذلك الوقت، كانت الفرقة تعزف فقط في عطلة نهاية الأسبوع وسمعتها تقتصر فقط على بعض الناس في ليمريك، في عام 1990، نيال كوين قرر الانضمام إلى مجموعة أخرى لأنه اعتقد Cranberry ليست لذيها خطط للمستقبل. قبل مغادرته، اقترح كوين للمجموعة اسم زميلة في الدراسة التي يمكن أن تحل محله، دولوريس أوريوردان.
دولوريس أوريوردان كانت تبحث عن مجموعة مند ستة أشهر، أطلعها صديقها على الفرقة وانضمت إلى إحدى حصص تدريباتها في مايو 1990، ، ومعها بيانو. عندما بدأت تغني، أدهش صوتها الثلاثة أعضاء الآخرين، وبدأوا في عزف العديد من مؤلفات نويل هوغانز. بعد الجلسة، طلب هوغانز من أوريوردان بكتابة أغنية حسب نموذج كانت أعدته الفرقة مسبقا. أسبوع بعد ذلك، تعود أوريوردان مع كلمات الأغنية الأولى لهم،Linger، واحدة من أعظم النجاحات التي حققتها المجموعة في المستقبل.
شريطهم الصوتي الأول بيع بشكل جيد للغاية محليا، وسجلت الفرقة بسرعة شريط اخر. قاموا بتغيير اسمهم إلى The Cranberries وأرسلوا عدة تجارب لهم إلى شركات موسيقى، تضم بالخصوص الأغنيتن Linger و Dreams. هذه التجربة تم تسجيلها في استوديو Xeric في ليميرك، صاحب الاستوديو هو Pearse Gilmore والذي سيصبح أيضا مدير أعمال الفرقة. الفرقة لاقت نجاحا كبيرا في الصحافة والعديد من كبريات شركات التسجيل عرضت عليهم عقود. وقعت المجموعة في النهاية لآيلاند ريكوردز، شركة تسجيل نفسها التي كانت تسجل لفرقة يو تو. سجلوا في 1991 أغنية فردية للانطلاقة، « Uncertain »، التي كانت خسارة!!، أدى هذا إلى توتر العلاقة مع Gilmore. في سنة 1992، اكتشفت المجموعة ان Gilmore وقع عقدا سريا مع آيلاند ريكوردز خاص باقتناء معدات ت التسجيل لأستوديه، انفصلت عنه الفرقة واختارت مدير أعمال آخر Geoff Travis كان يعمل بشركة التسجيل راوت ترايد ومنتج موسيقى Stephen Street الذي كان يعمل أيضا مع فرقة دي سمايتس.
في سنة 1993 قاموا بإخراج الألبوم " ?Everybody Else Is Doing It، So Why Can’t We"، وأغنيتن مفردتين Dreams تم Linger. لكن لا الألبوم لا الأغنيتين حققوا النجاح المطلوب ولم يثيروا الانتباه. في الصيف والخريف قامت الفرقة برحلة إلى الولايات المتحدة وانضمت إلى جولة كانت تقوم بها كلا من الفرقتين دي دي وسويد. لاحظوا بسرعة أنهم مرحب أكثر من المجموعات الأخرى أثناء المهرجانات الموسيقية، الشيء الذي أدى إلى أن قناة إم تي في كانت تعرض أغنيتهم المصورة بصورة متكررة. كان رد فعل الجمهور فوري: وصلت مبيعات الأغنية إلى المركز الثامن في الولايات المتحدة، في حين أن مبيعات الألبوم وصلت قبل نهاية العام مليون نسخة تم بيعها، (وصل هذا الرقم إلى 7.6 مليون في عام 1999). في المملكة المتحدة، النجاح بدأ في 1994، حصل الألبوم على المرتبة الأولى خلال الصيف.

## ألبومات الفرقة
- Everybody Else Is Doing It، So Why Can't We? - 1993
- No Need to Argue - 1994
- To the Faithful Departed - 1996
- Bury the Hatchet - 1999
- Wake Up and Smell the Coffee - 2001
- Stars: The Best of 1992–2002
- 2012 - Roses
- 2017 - Something Else
- 2019 - In the End

## وصلات خارجية
- ذا كرانبيريز على موقع IMDb (الإنجليزية)
- ذا كرانبيريز على موقع ميوزك برينز (الإنجليزية)
- ذا كرانبيريز على موقع رولينغ ستون (الإنجليزية)
- ذا كرانبيريز على موقع أول ميوزيك (الإنجليزية)
- ذا كرانبيريز على موقع ديسكوغز (الإنجليزية)

- الموقع الرسمي
- موقع دولوريس أوريوردان